# Lathen

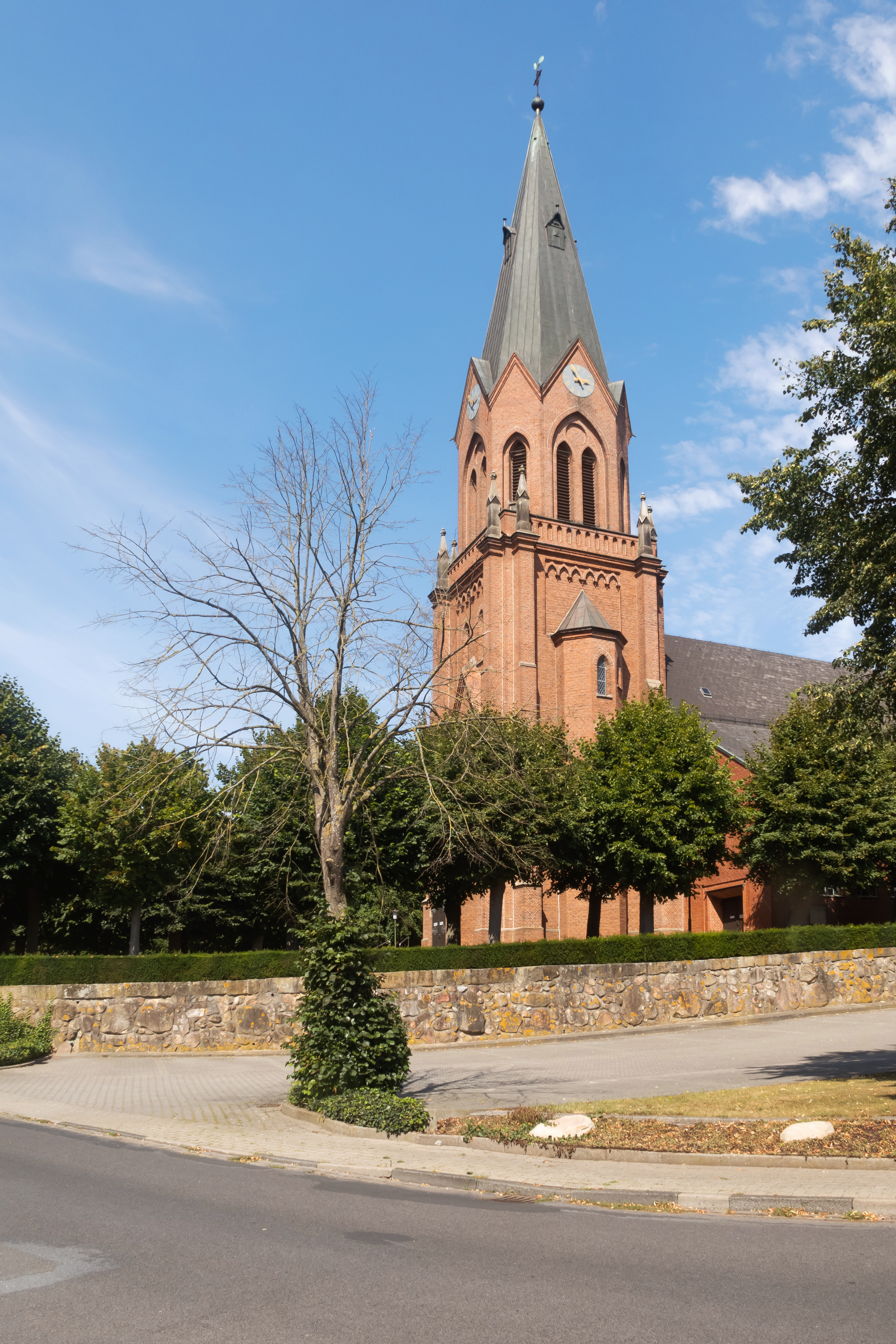
L'église Pfarrkirche Sankt Vitus

Lathen est une municipalité allemande du land de Basse-Saxe et l'arrondissement du Pays de l'Ems. 